# Rappakalja (spel)
Rappakalja är ett sällskapsspel som går ut på att komma på trovärdiga förklaringar till svåra ord. Orden är sådana som gemene man vanligtvis inte känner till. Det är meningen att man på ett övertygande vis skall ljuga ihop en förklaring, snarare än att svara rätt. Även om man får poäng för att veta ordets betydelse får man även poäng om de andra spelarna i gissningsfasen tror att den förklaring man själv hittat på är den korrekta. I detta spel är fantasi viktigare än kunskap. 
1994 utgavs en utökad utgåva, kallad Total Rappakalja, som innehöll tre nya bluffkategorier (filmer, datum och personer), utöver originalkategorin. Båda utgåvorna är översättningar av de amerikanska spelen Balderdash och Complete Balderdash.
Andra varianter och utökade utgåvor är Nya Rappakalja, Dubbla Rappakalja och Extrem Rappakalja. 
2015 gavs Rappakalja åter ut och fick goda betyg i speltest.
De svenska utgåvorna gavs ut av speltillverkaren Target Games under varumärket Casper.